# MGMT (band)
MGMT (afkorting voor Management) is een electropopgroep uit Middletown, Connecticut. De band werd in 2002 opgericht en bestaat uit de bandleden Andrew VanWyngarden en Ben Goldwasser.

## Geschiedenis
VanWyngarden en Goldwasser leerden elkaar kennen aan de Universiteit van Connecticut (Wesleyan University). Ze noemden zich The Management, later alleen nog MGMT. Bij hun studieafsluiting in 2004 brachten ze op een door fans opgericht studentenlabel een ep uit met daarop zes nummers. Ook namen ze een zelf geproduceerd album op genaamd Climbing To New Lows (2005) en een ep Time to Pretend EP (2005). Vervolgens gingen ze op tournee. Toen ze eigenlijk op wilden houden, werd Rick Rubin van het platenlabel Sony-Columbia geattendeerd op de ep en hij gaf MGMT een platencontract.
Nieuwe nummers werden geproduceerd en een promotietournee werd gestart. Uiteindelijk werd het album Oracular Spectacular gemaakt. Het openingsnummer Time to Pretend werd de eerste single. Door optredens bij David Letterman en Jools Holland werd dit nummer in de VS en in het Verenigd Koninkrijk bekend. Bovendien werd het gebruikt in de film 21, in de Britse tv-serie Skins en de filmtrailer voor de Amerikaanse komedie Sex Drive.
Bij optredens wordt het duo versterkt door James Richardson (gitaar), Matt Asti (basgitaar), Will Berman (drums) en Hank Sullivant (keyboard).
Het tweede album kwam op 9 april 2010 uit en heet Congratulations. Hun derde album heet MGMT en verscheen in 2013. In 2018 verscheen het album Little Dark Age.

## Discografie

### Albums
| Album met eventuele hitnotering(en) in de Nederlandse Album Top 100 | Datum van verschijnen | Datum van binnenkomst | Hoogste positie | Aantal weken | Opmerkingen        |
| ------------------------------------------------------------------- | --------------------- | --------------------- | --------------- | ------------ | ------------------ |
| Climbing to new lows                                                | 2005                  | -                     |                 |              | als The Management |
| Oracular spectacular                                                | 11-04-2008            | 12-04-2008            | 45              | 13           |                    |
| Congratulations                                                     | 09-04-2010            | 17-04-2010            | 26              | 5            |                    |
| MGMT                                                                | 13-09-2013            | -                     |                 |              |                    |
| Little Dark Age                                                     | 2018                  | 17-02-2018            | 48              | 2            |                    |

| Album met hitnotering(en) in de Vlaamse Ultratop 200 albums | Datum van verschijnen | Datum van binnenkomst | Hoogste positie | Aantal weken | Opmerkingen |
| ----------------------------------------------------------- | --------------------- | --------------------- | --------------- | ------------ | ----------- |
| Oracular spectacular                                        | 2008                  | 12-04-2008            | 10              | 83*          | Goud        |
| Congratulations                                             | 2010                  | 17-04-2010            | 6               | 11           |             |

### Singles
| Single met eventuele hitnotering(en) in de Nederlandse Top 40 | Datum van verschijnen | Datum van binnenkomst | Hoogste positie | Aantal weken | Opmerkingen                                          |
| ------------------------------------------------------------- | --------------------- | --------------------- | --------------- | ------------ | ---------------------------------------------------- |
| Electric Feel                                                 | 2008                  | -                     |                 |              | Nr. 91 in de Single Top 100                          |
| Pursuit of Happiness                                          | 2012                  | -                     |                 |              | met Kid Cudi & Ratatat / Nr. 48 in de Single Top 100 |

| Single met hitnotering(en) in de Vlaamse Ultratop 50 | Datum van verschijnen | Datum van binnenkomst | Hoogste positie | Aantal weken | Opmerkingen            |
| ---------------------------------------------------- | --------------------- | --------------------- | --------------- | ------------ | ---------------------- |
| Time To Pretend                                      | 2008                  | 19-04-2008            | tip2            | -            |                        |
| Electric Feel                                        | 2008                  | 26-07-2008            | 17              | 20           |                        |
| Kids                                                 | 2008                  | 26-07-2008            | 19              | 20           |                        |
| Pursuit of Happiness                                 | 01-01-2010            | 30-01-2010            | tip18           | -            | met Kid Cudi & Ratatat |
| Flash Delirium                                       | 22-03-2010            | 17-04-2010            | tip10           | -            |                        |
| Pursuit of Happiness                                 | 30-03-2012            | 11-08-2012            | 9               | 22           | met Kid Cudi & Ratatat |
| Your Life Is a Lie                                   | 2013                  | 31-08-2013            | tip68           | -            |                        |
| Little Dark Age                                      | 2017                  | 28-10-2017            | tip             | -            |                        |
| Me and Michael                                       | 2018                  | 24-02-2018            | tip             | -            |                        |
| In the Afternoon                                     | 2019                  | 21-12-2019            | tip39           | -            |                        |

### Ep's
- 2004: We (don't) care (als The Management)
- 2005: Time to pretend
- 2008: Metanoia

### NPO Radio 2 Top 2000
| Nummer met noteringen in de NPO Radio 2 Top 2000 | '16  | '17  | '18  | '19  | '20  | '21  | '22  | '23  | '24  |
| ------------------------------------------------ | ---- | ---- | ---- | ---- | ---- | ---- | ---- | ---- | ---- |
| Kids                                             | 1467 | 1498 | 1415 | 1933 | 1694 | 1610 | 1555 | 1650 | 1324 |

1. ↑  Een vetgedrukt getal geeft de hoogste notering aan.
2. ↑  2016 was het eerste jaar met een notering voor dit nummer.